# Мартін Ласіґа
Мартін Ласіґа (Martin Laciga, 25 січня 1975 — 22 серпня 2023) — швейцарський пляжний волейболіст. Брат і напарник Пауля Ласіґи.

## Життєпис
Батько — Пауль Ласіґа, мати — Юдіт Ласіґа, старший брат — Пауль Ласіґа (нар. 1970).
Його партнерами були Пауль Ласіґа (1992—2004, 2006—2007), Бернгард Фесті (1996), Маркус Еґґер (2005—2007), Давид Венґер (2006), Джефферсон Беллаґварда (2006—2007, 2009—2011), Ян Шнідер (2007—2009), Йонас Вайнґарт (2011—2012).
2013 року завершив кар'єру. Страждав від депресії.

### Досягнення
- чемпіон Європи 1998, 1999, 2000,
- срібний призер чемпіонату світу 1999.